# Warr-Gletscher
Der Warr-Gletscher ist ein Gletscher im Norden der Thurston-Insel vor der Eights-Küste des westantarktischen Ellsworthlands. Er fließt in nördlicher Richtung in den südwestlichen Seitenarm des Murphy Inlet.
Das Advisory Committee on Antarctic Names benannte ihn im Jahr 2003 nach William George Harry Warr (1922–1980), Flugzeugmechaniker in der Ostgruppe der von der United States Navy durchgeführten Operation Highjump (1946–1947), der den Absturz einer Martin PBM Mariner am 30. Dezember 1946 auf der Noville-Halbinsel überlebte und gemeinsam mit fünf weiteren Besatzungsmitgliedern am 12. Januar 1947 gerettet wurde.